# Marie Scipion d'Exéa
 (juin 2017).
Si vous disposez d'ouvrages ou d'articles de référence ou si vous connaissez des sites web de qualité traitant du thème abordé ici, merci de compléter l'article en donnant les références utiles à sa vérifiabilité et en les liant à la section « Notes et références ».
Pour les articles homonymes, voir Famille d'Exéa.
Marie-Scipion d'Exéa, né à Coursan (Aude) le 6 septembre 1734  et mort à Bayonne le 25 décembre 1806, est un général français.

## Biographie
Il est le fils cadet de Louis d'Exéa, seigneur de Cabréroles, et de Françoise Alas, mariés en 1720. La famille d'Exéa de la Louvière appartient à la noblesse du Languedoc (noblesse d'extraction maintenue noble le 8 janvier 1670 et le 13 février 1716 et par arrêt du Conseil d'État le 16 octobre 1785).
La famille d'Exéa, originaire du village d'Exea de los cavalerros en Espagne, s'est installée en France au XIVe siècle et a principalement donné des militaires. L'aîné, Pierre, est un des 7 chevaliers vainqueurs de 7 chevaliers anglais à Pons en 1402. C'est alors que les armes de la famille s'enrichissent d'un champ-clos et d'une devise: Exea Britannos clauso certamine vicit. Ses enfants s'établissent à Perpignan, puis son petit-fils Louis s'installe à Narbonne au XVe siècle. Marie Scipion est le septième descendant dans la lignée de Louis (archives familiales).
Il fut admis comme surnuméraire d'artillerie au bataillon de Bourquefeld le 26 avril 1751 (17 ans), puis comme cadet. Sous-lieutenant le 3 novembre 1754 (20 ans), lieutenant le 8 décembre 1755, il fit la guerre de Sept Ans à l'armée de Soubise, combattit lors de la bataille de Rossbach le 5 novembre 1757, puis à l'armée de Contades en Hanovre, mais fut cassé de son grade le 8 septembre 1760 (26 ans), à la suite d'une aventure avec une jeune fille de Hanovre.
Rentré en France, il se fit recevoir surnuméraire au corps des Mousquetaires Gris de la Maison du Roi, où il servit jusqu'en 1776 (42 ans), date de la dissolution du corps.
Le 6 novembre 1791 (57 ans), il s'enrôla au 2e bataillon des volontaires de l'Aude, où il fut élu lieutenant-colonel. Employé à l'Armée du Midi, en 1792, nommé général de brigade à titre provisoire par les représentants en mission, à l'armée des Pyrénées orientales le 9 mai 1793, il fut, le 3 juin envoyé à Pau pour l'embrigadement des nouvelles recrues. Relevé de son commandement pour « incapacité » le 21 juillet 1793 et arrêté le 8 août, il fut dirigé sur Paris où il parvint sans doute à se disculper. Il fut rappelé au service par Augereau, employé à la journée du 13 vendémiaire et confirmé dans son grade de général de brigade par le Comité de salut public le 29 octobre 1795. Le 16 janvier 1796, il était nommé commandant de la place de Bayonne, mais réformé le 28 avril 1802.
Il mourut à Bayonne le 25 décembre 1806 à l'âge de 72 ans. 
Avec son épouse Rose Benosces il a eu deux fils. L'aîné, Pierre Anne, né en 1769, est décédé en 1777 à l'âge de neuf ans. Le cadet, Pierre Louis est né en 1771 et décédé en 1852; sa fille unique Elisabeth Caroline d'Exéa épouse Auguste Carrière, conducteur de travaux sur le canal du Midi (archives familiales).

## Blason
Armes : Echiqueté d'or et de gueules, à l'écusson en abisme de sable, chargé d'une barrière de champ clos d'or en fer à cheval, les extrémités en bas

L'écu timbré : d'un casque orné de ses lambrequins et sommé d'une couronne de Comte (aliàs de Marquis)

Support : deux chevaux cabrés

Cimier : un dextrochère armé d'un badelaire

Devise : EXEA BRITANNOS CLAUSO CERTAMINE VICIT